# Karbowo (Orneta)
Pour l’article homonyme, voir Karbowo.
Karbowo est un village polonais de la voïvodie de Varmie-Mazurie, dans le powiat de Lidzbark.